# Еуджен Сіміон
Еуджен Сіміон (рум. Eugen Simion; 25 травня 1933, Кіождянка, Прахова — 18 жовтня 2022) — румунський літературознавець та історик, видавець, есеїст, професор університету Румунії, дійсний член Румунської академії та президент з 1998 по квітень 2006 року.

## Біографія
Навчався в середній школі «Святих Петра і Павла» в Плоєшті, сьогодні Національний коледж «Йон Лука Караджале», де він був колегою Никити Стенеску.

З 1952 по 1957 — відвідував курси факультету літератури Бухарестського університету. Серед його викладачів були Тудор Віану, Дж. Келинеску, Александру Розетті та Йоргу Йордан. Він отримав звання доктора філологічних наук дисертацією «Еуджен Ловінеску — довершений скептик», керований професором Шербаном Чокулеску (1969).
Закінчивши навчання, став науковим співробітником Інституту історії та теорії літератури «Дж. Келінеску» Румунської академії (1957—1962), працюючи в команді «Емінеску», яку очолював Перпесицій.
- З 1962 по 1968 рік — редактор «Літературних вісників».
- У 1964—1971 — викладач університету на кафедрі історії румунської літератури факультету літератури Бухарестського університету.
- 1970—1973 — запрошений викладач румунської мови в Університеті Сорбони (Париж — IV), а потім отримав стипендію до Федеративної Республіки Німеччина (1974 р.).

З 1971 став доцентом, а з 1990 р. професором університету літературного факультету Бухарестського університету. З 2006 р. — генеральний директор Інституту історії та теорії літератури «Дж. Келінеску» в Бухаресті.